# John Torrey
John Torrey   (Nova York, 15 d'agost de 1796 - Nova York, 10 de març de 1873) va ser un botànic estatunidenc.

## Biografia
Torrey va aprendre en la seva joventut elements de botànica i també de mineralogia i de química. L'any 1815 començà els estudis de medicina amb Wright Post, qualificant-se l'any 1818. Va practicar la medicina a la ciutat de Nova York i al mateix temps es va dedicar a la botànica.
l'any 1817, va ser un dels fundadors de la New York Lyceum of Natural History (actualment la New York Academy of Sciences), i hi va contribuir amb la seva obra, Catalogue of Plants growing spontaneously within Thirty Miles of the City of New York (Albany, 1819). L'any 1824 va publicar un sol volum de la Flora of the Northern and Middle States. Va fer servir el sistema de John Lindley per classificar la flora.
El 1824 entrà en la United States Army com ajudant de cirurgià i va esdevenir professor de geologia i química a West Point military academy. Més tard va ser professor de química a Princeton 1830-1854, i de química i botànica a University of the City of New York 1832/3. Va deixar l'exèrcit el 1828.
L'any 1836 va ser nomenat botànic de l'estat de Nova York i va escriure la flora de l'estat el 1843; de 1838 a 1843 va encarregar-se de publicar les primeres parts de Flora of North America, ajudat per Asa Gray. Va ser escollit membre de la American Academy of Arts and Sciences el 1856.
El 1860 va preparar un herbari amb uns 50.000 espècimens. Va ser el primer president del Torrey Botanical Club el 1873.

## Llegat
El seu nom es commemora en el gènere de coníferes Torreya, també en el pi Pinus torreyana. També va descriure el gènere de plantes carnívores Darlingtonia